# Pirgo
Pirgo ist ein historischer Ortsteil im heutigen Ortsteil Altenoythe, welcher wiederum zu Friesoythe, einer Stadt im niedersächsischen Landkreis Cloppenburg gehört.

## Lage
Pirgo liegt etwa zwei Kilometer vom Ortskern Altenoythes, vier Kilometer vom Ortskern Friesoythes entfernt. Durch den Ort verläuft die Landesstraße 831. Nördlich von Pirgo fließt die Lahe, ein Nebenfluss der Soeste. Umliegende Orte sind Altenoythe, Wolfstange und Hohefeld. Zusammen mit Pirgo bildeten diese vier im 19. Jahrhundert die Gemeinde Altenoythe in der Stadtgemeinde Friesoythe im Amt Friesoythe im Land Oldenburg.

## Infrastruktur
Mitte des 19. Jahrhunderts gab es 9 Häuser mit 41 Einwohnern. In heutiger Zeit wurde das dortige Gewerbegebiet nach dem historischen Pirgo benannt.